# Matt Laug
Matt Laug é um baterista americano famoso por trabalhar com artistas e bandas como Alice Cooper, Slash's Snakepit e Vasco Rossi.

## Trabalhos notáveis
- Michael Michael
- Alanis Morissette
- Steve Plunkett